# Ларс Ерікссон
Ларс Ерікссон (швед. Lars Eriksson, нар. 21 вересня 1965, Стокгольм) — колишній шведський футболіст, що грав на позиції воротаря.
Насамперед відомий виступами за «Норрчепінг», а також національну збірну Швеції.

## Клубна кар'єра
У дорослому футболі дебютував 1986 року виступами за «Гаммарбю», в якому провів три роки, взявши участь у 50 матчах чемпіонату.
Згодом, з 1989 по 1994 рік, грав у складі «Норрчепінга», після чого недовго виступав за бельгійський «Шарлеруа».
Своєю грою привернув увагу представників тренерського штабу португальського «Порту», до складу якого приєднався 1995 року. Відіграв за клуб з Порту наступні три сезони своєї ігрової кар'єри, проте на поле виходив вкрай рідко.
Завершив професійну ігрову кар'єру у «Гаммарбю», у складі якого вже виступав раніше. Вдруге Ерікссон прийшов до команди 1998 року, захищав її кольори до припинення виступів на професійному рівні у 2001 році.

## Виступи за збірну
1988 року дебютував в офіційних матчах у складі національної збірної Швеції. Того ж року взяв участь у складі збірної на футбольному Олімпійському турнірі в Південній Кореї, проте на поле жодного разу не виходив.
У складі збірної був учасником чемпіонату світу 1990 року в Італії, домашнього чемпіонату Європи 1992 року та чемпіонату світу 1994 року у США, на якому команда здобула бронзові нагороди.
Протягом кар'єри у національній команді, яка тривала 8 років, провів у формі головної команди країни лише 17 матчів.

## Титули і досягнення
- Чемпіон Швеції (2):

«Норрчепінг»: 1989
«Гаммарбю»: 2001
- Володар Кубка Швеції (2):

«Норрчепінг»: 1990-91, 1993-94
- Чемпіон Португалії (4):

«Порту»: 1994–95, 1995–96, 1996–97, 1997–98
- Володар Кубка Португалії (1):

«Порту»: 1997–98
- Володар Суперкубка Португалії з футболу (1):

«Порту»: 1996
- Бронзовий призер чемпіонату світу: 1994